# Rio Adzva
O Adz'va (em russo:  Адзьва) é um rio na República de Komi, na Rússia. É um tributário direito do rio Usa.